# Bosa (Bogotá)
Bosa es la Localidad número 7 del Distrito Capital de Bogotá. Se encuentra ubicada en el suroccidente de la ciudad. Fue un antiguo municipio del departamento de Cundinamarca hasta 1954 cuando se integró al naciente Distrito Especial de Bogotá

## Toponimia
Hay dos posibles significados del término Bosa en el idioma muisca:
- Cercado de guarda y defiende las mieses
- Dos, segundo, quizá, segundo día de la semana (representado en forma de maíz)

## Geografía
La localidad de Bosa es un territorio prácticamente urbanizado en la actualidad, dado el desarrollo de la expansión de Bogotá en la segunda mitad del siglo XX a consecuencia de la anexión del entonces municipio en 1954, siendo sus vestigios rurales de la Sabana en la Zona de Manejo de Protección Ambiental de los ríos Tunjuelo y Bogotá y los predios del Plan Parcial El Eden.

### Hidrología
En esta localidad, se encuentran muchos recursos hídricos, razón por la cual sus tierras son muy fértiles y fueron un importante punto de producción de papa y hortalizas para la Bogotá del siglo XIX y de la primera mitad del siglo XX. Hoy, estas fuentes tienen un gran deterioro por el crecimiento de Bogotá, lo cual llevó a que sus rondas fueran desforestadas y urbanizadas, y sus aguas contaminadas. Se destacan los siguientes cuerpos:

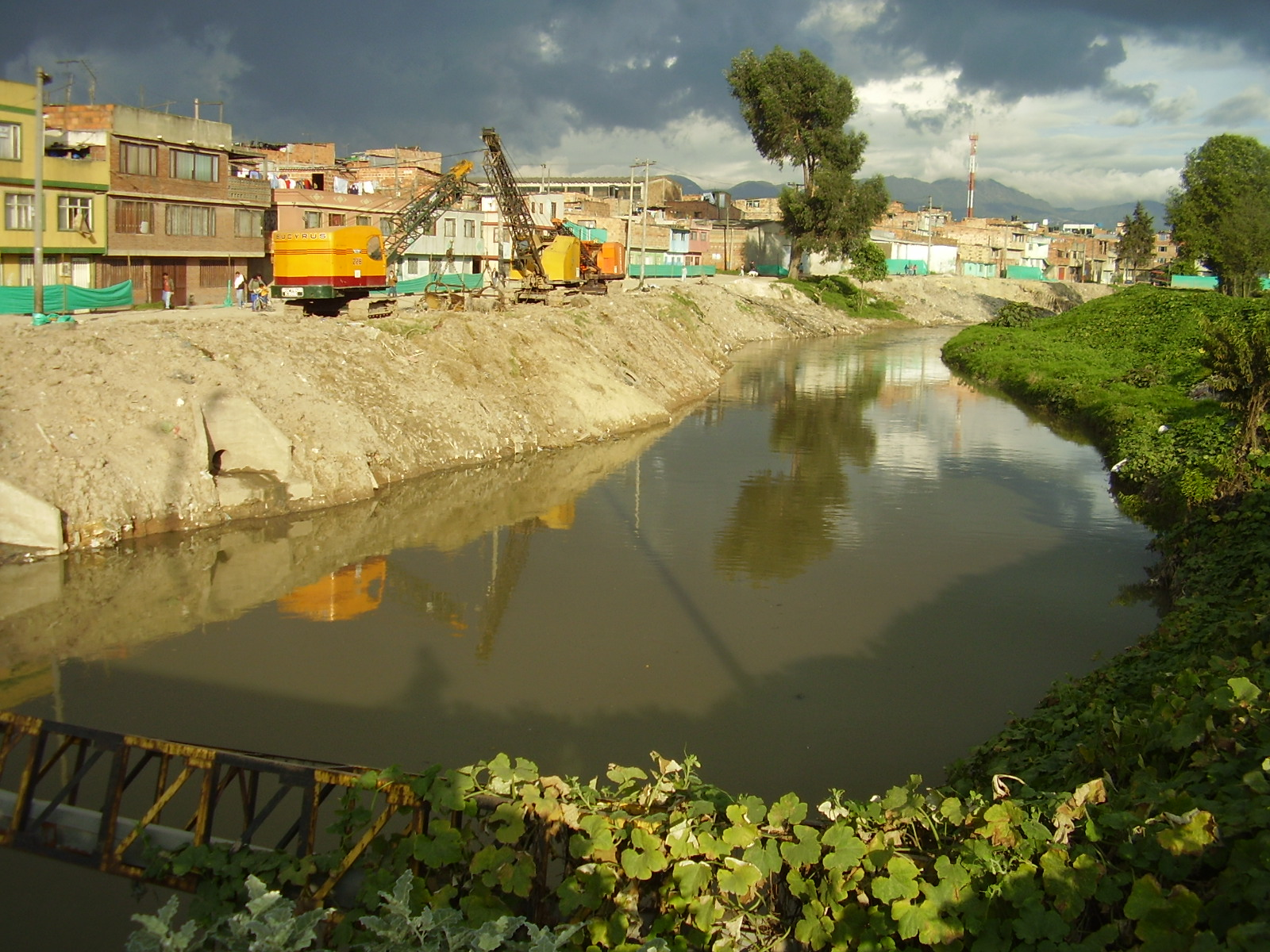
Río Tunjuelito al atravesar Bosa y Kennedy.

- Humedales Tibanica y La Isla: Se encuentran ubicados en la localidad de Bosa, pertenecientes a la cuenca del río Bogotá, en la parte plana, específicamente en la subcuenca del río Tunjuelo, la cual tiene un sistema de quebradas y pequeños ríos afluentes que drenan los cerros y terrenos del suroriente de la Sabana de Bogotá. Ambos son los más afectados y reducidos de la ciudad debido a la urbanización, pero así mismo, son las únicas áreas naturales en la localidad de Bosa, por lo que prestan un importante servicio social a nivel paisajístico, de recreación pasiva y educación ambiental. Cabe destacar que el humedal Tibanica es compartido con el vecino municipio de Soacha (Comuna 3 La Despensa)[1][2]

- La Quebrada Tibanica: Compartido de igual modo con el municipio, apenas comparte frontera con éste un kilómetro desde el extremo sur del humedal homónimo hasta el puente vial de La Isla que comunica Ciudad Verde y la vereda de Bosatama con la localidad.

- El Río Tunjuelo que procede desde el Puente Sevillana-Guadalupe en la Avenida NQS hasta las cercanías del Puente La Isla ya que atraviesa la localidad de sur a norte para luego compartir con la vereda Bosatama de Soacha los dos kilómetros y medio finales hasta su desembocadura el Río Bogotá (compartiendo límites con Mosquera), el principal que viene desde campo Gibraltar en la vecina localidad de Kennedy aguas abajo al occidente.

- Los canales Tintal III, Tintal IV, Santa Isabel y La Isla sirven de desagües de aguas pluviales que van al principal Canal Cundinamarca.

### Ubicación
Bosa tiene límites con las siguientes localidades y municipios:
| Noroeste: Soacha (Corregimiento 2, vereda Bosatama Río Tunjuelo)              | Norte: Mosquera (Río Bogotá Veredas San José y San Francisco)     | Nordeste: Localidad de Kennedy (Calle y Diagonal 49 Sur UPZ Las Margaritas)         |
| Oeste: Soacha (Comuna 3 La Despensa ciudadela Ciudad Verde Quebrada Tibaníca) |                                                                   | Este: Localidad de Kennedy (UPZ Gran Britalia, Timiza y Carvajal)                   |
| Suroeste: Soacha Comuna 3 La Despensa (Carrera 24 Soacha/Carrera 77 Bogotá)   | Sur: Localidad de Ciudad Bolívar (Avenida NQS UPZ Ismael Perdomo) | Sureste: Localidad de Ciudad Bolívar (Avenida Ferrocarril del Sur UPZ Arborizadora) |

## Historia

### Época muisca
Bosa fue un importante poblado indígena muisca en la época precolombina. El pueblo de Bosa, localizado en ese entonces a tres horas de camino a pie desde la ciudad de Bogotá, se ha caracterizado desde siempre por su clima frío, con excelentes condiciones para el cultivo, la ganadería y la caza.  Estaba bajo el mando del señor del poblado, el cacique Techotiva, cuyos descendientes llevan apellidos como Neuta, Chiguazuque, Tunjo u Orobajo. Bosa fue escenario permanente de encuentros de guerra y paz entre los Muiscas y otras comunidades de regiones cercanas como los Sutagaos, ubicados en las hoy regiones del Sumapaz y Tequendama.

### Época hispánica
Bosa fue el punto de encuentro de las expediciones de tres conquistadores: Gonzalo Jiménez de Quesada, que llegó procedente de Santa Marta, Sebastián de Belalcázar, procedente del Perú, y Nicolás de Federmán, de Venezuela para acordar un acuerdo en el que llevarían sus pretensiones ante el rey Carlos I de España. El primero en la Sabana fue al adelantado Jiménez de Quesada que, con algo más de 800 hombres a su mando, estableció su cuartel general. En la esquina noroccidental de la plaza fundacional existía una vieja casona en donde afirman los nativos se llevó a cabo el histórico encuentro y se alojó durante la noche del 5 de agosto de 1538. De ahí pasó a Teusaquillo, en donde al día siguiente fundó a Santa Fe.
En Bosa, en el año 1539, se desencadenó un evento trágico en medio de la conquista española de la región. Tras la derrota de los panches por parte del ejército combinado de españoles y muiscas, Jiménez de Quesada ávido de riquezas, presionó a Zaquesazipa , líder local, para que revelara la ubicación de un tesoro escondido por Tisquesusa , antecesor de Zaquesazipa, a la llegada de los conquistadores.
Ante la imposibilidad de cumplir con la exigencia de Quesada de llenar un bohío con oro hasta el techo, Zaquesazipa fue sometido a una tortura despiadada. Barras de hierro al rojo vivo fueron aplicadas sobre su cuerpo hasta que finalmente sucumbió a las graves heridas, esto sucedió al parecer en lo que hoy se conoce la plaza fundacional, donde el conquistador tenía su campamento. En febrero de 1713, se empezó la construcción del puente de Bosa, construido por el albañil Antonio Aillón sobre el río Tunjuelo, uno de los puentes virreinales. Según el virrey, el puente era "fuerte y grande, de piedra, como se requería para hacerlo duradero". Con esta iniciativa, se pondría fin a los continuos peligros que se experimentaban en tiempo de lluvias como los que habían experimentado los indios y otras gentes pereciendo ahogadas, al tiempo que se evitaba la pérdida de mulas y cargas.

### Municipalización (1819-1954)
En 1850, el artículo 4 de la Ley del 22 de junio disolvió el Resguardo Indígena de Bosa como parte de un plan de desindigenización de la capital, el cual concluyó en 1886.
El 22 de noviembre de 1853, la región fue el escenario de la Batalla de Bosa entre Tomás Cipriano de Mosquera, José Hilario López y Pedro Alcántara Herrán contra el caudillo popular José María Melo, que llevó al destierro de este último.
En 1899 fue inaugurada la Estación de Ferrocarril de Bosa, uno de los patrimonios arquitectónicos más representativos del auge ferroviario. Ubicada estratégicamente en la entrada de la población, era la forma de trasladar en su mayoría los cultivos agrícolas.
Hasta la primera mitad del siglo XX, Bosa fue un municipio compuesto por cinco barrios y habitado por no más de 20.000 personas, dedicadas en gran parte a la agricultura de subsistencia. También, a partir de esta época, se destaca que esta zona fue escogida por gobiernos y comunidades religiosas como el lugar más propicio para la ubicación de centros educativos que inicialmente solo permitieron el acceso a lo que podría llamarse la descendencia de la aristocracia criolla en decadencia, compuesta por terratenientes, jerarquías militares que resultaron de los ejércitos de las guerras civiles de comienzos del siglo XX y por los nacientes comerciantes, banqueros e industriales. Sin embargo, el nuevo periodo de violencia hacia finales de la década de los cuarenta, que desató el asesinato del líder liberal Jorge Eliécer Gaitán, provocó un movimiento de inmigración campesina de grandes proporciones a los centros urbanos en donde los territorios de municipios cercanos a las capitales, como es el caso de Bosa, fueron el nuevo lugar de habitación para esas familias desplazadas por la violencia que llegaban a la ciudad en busca de mejores oportunidades de vida.

### Alcaldía menor y localidad
En 1954, durante el gobierno del General Gustavo Rojas Pinilla, con el Decreto número 3640, Bosa es anexada al Distrito Especial de Bogotá mediante el Acuerdo 26 de 1972 se consolida como la Localidad Séptima de Bogotá. Luego, con el Acuerdo 14 del 7 de septiembre de 1983, se modifican sus límites y se reduce su extensión.
Entre 1970 y 1985, Bosa fue escenario de encuentros cívicos, indígenas, religiosos, juveniles, comunales y artísticos de orden local, distrital, departamental y nacional. Desde 1985 hasta la actualidad la iniciativa de organización y participación ciudadana se ha manifestado con mayor intensidad a través de procesos culturales artísticos y juveniles surgidos de las relaciones barriales, vecinales y estudiantiles.
En 1982 se funda la Biblioteca Pública de Bosa. En 1983 inicia operaciones el Hospital de Bosa II Nivel
Por el Acuerdo número 8 de 1993, se redefinen los límites de la localidad, dentro de los cuales se contemplan actualmente 280 barrios de los cuales el 63 % ya están legalizados, el 23 % se hallan en proceso y el 14% no presenta información al respecto.
La Constitución de 1991 le dio a Bogotá el carácter de Distrito Capital y en 1992 la Ley 1.ª reglamentó las funciones de la Junta Administradora Local (JAL), de los Fondos de Desarrollo Local y de los alcaldes locales, y determinó la asignación presupuestal de las localidades. Por medio de los acuerdos 2 y 6 de 1992, el Concejo Distrital definió el número, la jurisdicción y las competencias de las JAL. Bajo esta normatividad, se constituyó la Alcaldía Menor de Bosa, conservando sus límites y nomenclatura, administrada por el alcalde local y la JAL, compuesta por 9 ediles. El Decreto Ley 1421 determinó el régimen político, administrativo y fiscal bajo el cual operan hasta hoy las localidades del Distrito.
En el año 2006 se inaugura el Portal Sur - JFK Cooperativa Financiera. En 2019 se acordó entre el Cabildo Indígena de Bosa (Reconocido en 1999) y el Distrito la construcción de la Ciudadela Muisca Iguaque.Para 2024, en Bosa hay cientos de huertas urbanas que buscan conformar una red de agricultura urbana.

## Política local

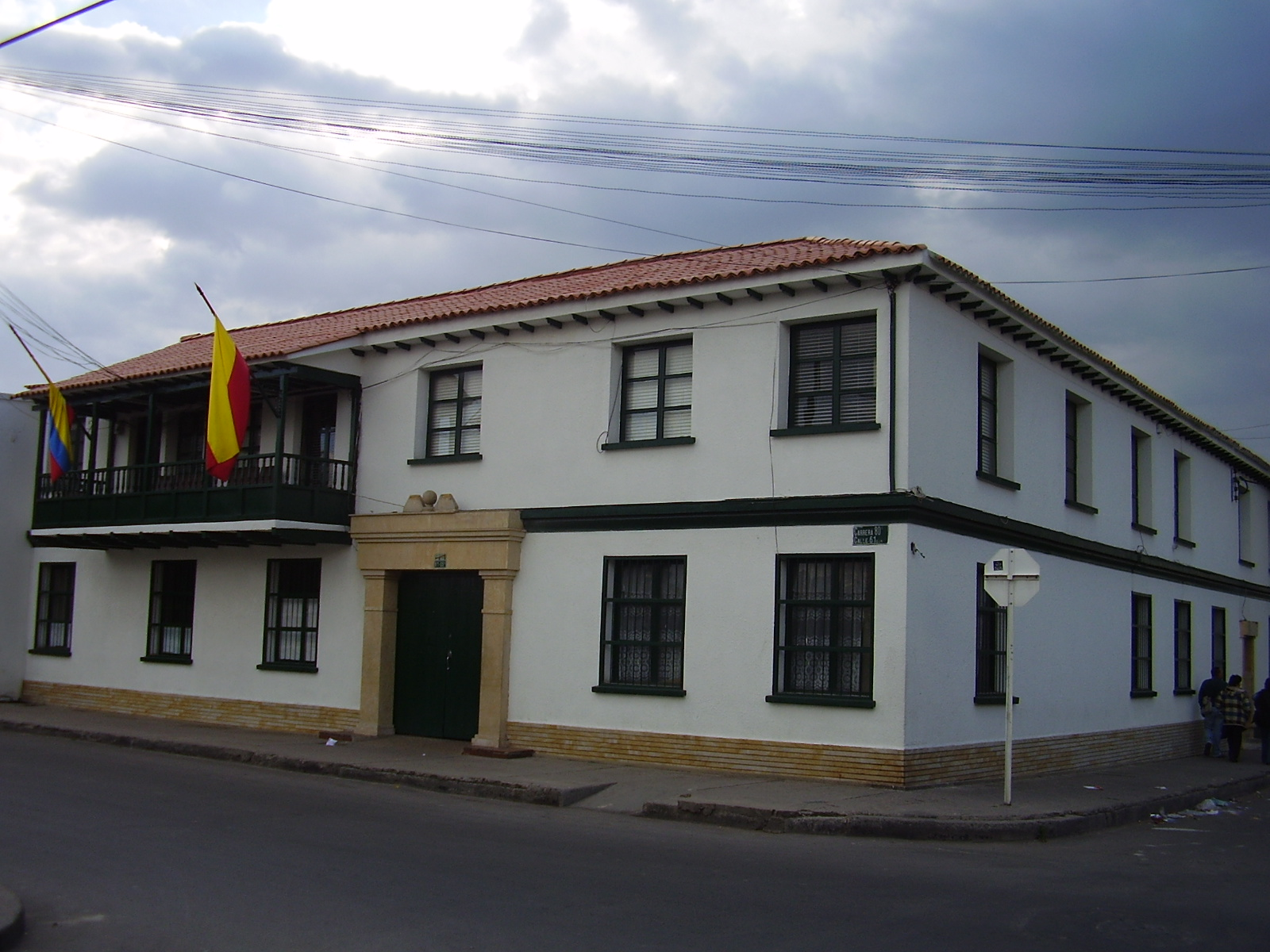
Alcaldía local de Bosa

El gobierno local se compone de la Junta Administradora Local y el Alcalde local (designado mediante terna por el Alcalde Mayor). Al ser parte del Distrito Capital, todas las entidades y corporaciones de orden distrital tienen jurisdicción en la localidad. La alcaldía se encuentra ubicada en la Carrera 80I No. 61 - 05 Sur.
| Partido            | Partido | Escaños |
| ------------------ | ------- | ------- |
|                    | PH      | 3/9     |
|                    | NL/EM   | 2/9     |
|                    | AV      | 1/9     |
|                    | PL      | 1/9     |
|                    | CR/M    | 1/9     |
| Centro Democrático | CD      | 1/9     |
|                    |         |         |

## Geografía Humana

### Organización territorial
La Localidad de Bosa está conformada por  cinco Unidades de Planeamiento Local  (UPL). A su vez, estas unidades están divididas en barrios, como vemos aquí.
| UPL                                                                                           | Barrios |
| --------------------------------------------------------------------------------------------- | --- |
| - Bosa (al oeste de la Avenida Villavicencio) - Kennedy (al este de la Avenida Villavicencio) | Jardines del Apogeo, El Motorista, Industrial, La Ilusión, Nuevo Chile, Olarte, Villa del Río. |
| Edén (gran parte al oeste de la Avenida Villavicencio)                                        | Amaru, Berlín, Berlín de Bosa La Libertad III, Betania, Bosa Nova, Bosa Nova II Sector, Bosalinda (Holdebrando Olarte), Brasil, Brasilia, Campo Hermoso, Casa Nueva, Chicalá, Ciudadela La Libertad, El Bosque de Bosa, El Cauce, El Diamante, El Libertador, El Paradero, El Portal de La Libertad, El Porvenir, El Progreso, El Recuerdo, El Rincón de Bosa, El Rodeo, El Sauce, Escocia, Finca La Esperanza, Holanda, Hortelanos de Escocia, Jorge Uribe Botero, La Concepción, La Dulcinea, La Esmeralda, La Estanzuela I y II, La Florida, La Fontana de Bosa-La Libertad, La Independencia, La Libertad I, II, III, IV, La Magnolia, La María, La Palma, La Paz, La Portada, La Portadita, La Veguita, Las Margaritas, Las Vegas, Los Ocales, Los Sauces, Miami, Nueva Jersey, Nuestra Señora de La Paz, Nueva Escocia, Nueva Esperanza, Porvenir, Potreritos, San Antonio, San Antonio de Bosa, San Antonio de Escocia, San Bernardino, San Javier, San Jorge, San Juanito, San Martín, San Pedro, Santa Inés, Sauces, Siracuza, Tokio, Vegas de Santana, Villa Carolina, Villa Clemencia, Villa Colombia, Villa de Los Comuneros, Villa de Suaita, Villa Magnolia, Villa Natalia, Villa Nohora, Villa Sonia I y II, Villas del Progreso, Villas del Velero y Campo Verde. |
| Bosa (gran parte al oeste y sur del río Tunjuelo)                                             | Andalucía I y II, Antonia Santos, Argelia, Bosques de Meryland, Brasilia-La Estación, Carlos Albán, Charles de Gaulle, Claretiano, El Jardín, El Llano, El Palmar, El Portal de Bosa, El Porvenir, El Progreso, El Retazo, El Toche, Getsemaní, Grancolombiano I y II, Gualoche, Hermanos Barragán, Humberto Valencia, Islandia, Israelita, Jiménez de Quesada, José Antonio Galán, José María Carbonel, La Amistad, La Azucena, La Estación, La Riviera, Laureles, Llano Oriental, Llanos de Bosa, Manzanares, Mitrani, Naranjos, Nueva Granada, Palestina, Paso Ancho, Piamonte, Primavera Sur, San Eugenio, San Pablo I sector y San Pablo II sector, San Pedro, Santa Lucía, Urbanización Acuarela, Betania, Vereda San José, La Esperanza, Villa Anny, Villa Bosa, Villa Nohora, Xochimilco. |
| Porvenir (al oeste de la calle 49 Sur)                                                        | Ciudadela El Recreo, Parques de Bogotá, Caldas, Antonio Nariño, Campo Hermoso, Cañaveralejo, El Anhelo, El Corzo, El Porvenir, El Recuerdo, El Recuerdo de Santa Fe, El Regalo, La Arboleda, La Cabaña, La Granjita, La Suerte, La Unión, Los Centauros, Osorio X, Osorio XIII, Parcela El Porvenir, San Bernardino II, San Miguel, Santa Fe I, II y III, Santa Fe de Bosa, Villa Alegre, Villa Alegría, Villa Esmeralda, Villa Karen. |
| Porvenir (parte occidental)                                                                   | El Matorral, El Matorral de San Bernardino, El Triunfo, El Triunfo de San Bernardino, La Vega de San Bernardino Bajo, Potreritos, San Bernardino Sector Potrerito, San Bernardino XIX, XVI, XVII, XVIII, XXII y XXV. |

La vereda de San Bernardino es un sector rural habitado por descendientes directos de los muiscas, quienes usan como apellidos los nombres de las tribus a las que pertenecieron sus ancestros, como Neuta, Chiguasuque, Orobajo y Fitata.

### Población indígena
Cabildo Muisca de Bosa, una comunidad de 1.001 familias y  3.789 personas.

## Movilidad

### Vías principales
| Avenida                   | Trazado | Ciclovías                                                                                               |
| ------------------------- | --- | --- |
| Bosa                      | Desde la Avenida Longitudinal de Occidente en Ciudadela El Recreo hasta la Autopista Sur por la Terminal Satélite del Sur            | Si, solo hasta la Avenida Tintal                                                                        |
| Ciudad de Cali            | Desde la diagonal 49 sur hasta la quebrada Tibanica, límite con Soacha                                                               | Si, tramo completo                                                                                      |
| Primero de Mayo           | Desde carrera 81J la carrera hasta la Avenida Longitudinal de Occidente                                                              | Si, tramo completo en Bosa Porvenir y enlaza con Alameda Porvenir en intersección                       |
| Autopista Sur             | Desde río Tunjuelo hasta el límite con Soacha (puente occidental de la Estación Bosa)                                                | Si, tramo completo                                                                                      |
| Agoberto Mejía            | Desde el Río Tunjuelo hasta el límite con Soacha, intersección Las Torres                                                            | Si, solo hasta la Avenida Bosa                                                                          |
| Longitudinal de Occidente | Desde la calle 49 sur hasta el límite con Mosquera (vereda San José)                                                                 | No |
| El Tintal                 | Desde la avenida Bosa hasta la calle 49 sur                                                                                          | Si, hasta la Avenida Bosa                                                                               |
| San Bernardino            | Calles 65 a 85 Sur | Si, tramo breve con tramo de Alameda El Porvenir en el sector de Bosa La Esperanza (Calles 75 a 85 Sur) |
| Variante San José         | Desde la Calle 85 sur hasta el límite con Soacha (Puente La Isla)                                                                    | Si, Entre calles 85 a 86 Sur (Bosa San Diego)                                                           |
| Las Torres                | Desde el río Tunjuelo hasta Carrera 72D y Desde la Avenida Bosa hasta el límite con Soacha al occidente, intersección Agoberto Mejía | No, intersección hacia Soacha por La Despensa (Calle 53)                                                |
| Santa Fe                  | Calle 49 a 56F Sur y Calles 59 a 80 Sur                                                                                              | Si, en el trazado de Calle 59 a 80 Sur*                                                                 |
| Villavicencio             | Desde la Autopista Sur hasta el Río Tunjuelo                                                                                         | Si |

Se incluye como ciclovia Alameda El Porvenir*, en el tramo desde Límites con Soacha (Humedal Tibanica) hasta Calle 49 Sur

### Transporte público
La localidad de Bosa cuenta con el servicio de TransMilenio en dos afluentes: El primero es en La Autopista Sur con la línea G que llega al Portal Sur - JFK Cooperativa Financiera, y las estaciones Perdomo y Centro Comercial Paseo Villa del Río - Madelena; y el segundo afluente, la Avenida Ciudad de Cali, de la cual proviene la línea F que llega al Portal Américas.

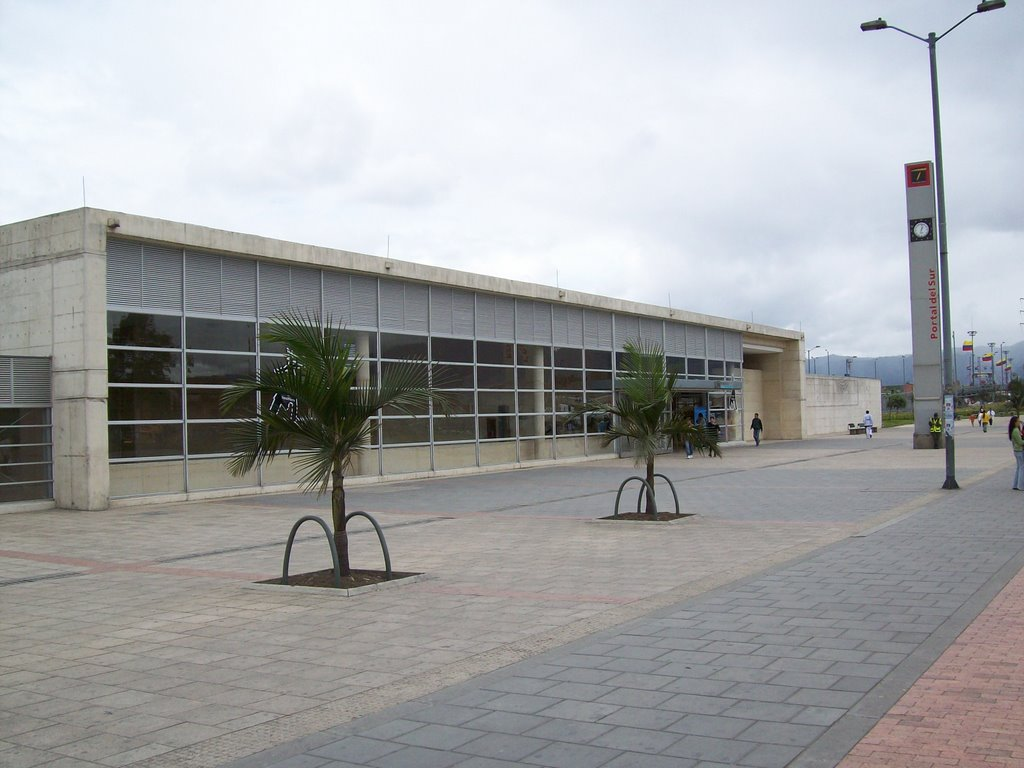
Vista del Portal Sur - JFK Cooperativa Financiera de TransMilenio.

| Portal Américas (Afluente norte) | Portal Sur - JFK Cooperativa Financiera (Afluente sur) |
| --- | --- |
| - 9-2 Metrovivienda - 9-5 Avenida Tintal - 9-3 Bosa La Libertad - 9-7 Bosa La Independencia - 9-8 Porvenir - 9-9 Bosa Santa Fe - 9-11 Franja Seca | - 10-1 Avenida Bosa - 10-2 Bosa Centro - 10-3 Albán Carbonell - 10-3C Alameda - 10-4 Bosa Laureles - 10-5 Terminal Sur - 10-8 Olarte - Timiza - G514 Urbano Bosa San Diego |

- Aunque no es un alimentador, esta ruta es permitida en el Portal

En el marco del Sistema Integrado de Transporte Público, la ciudad se dividió en 14 zonas. La localidad de Bosa es comprendida por dos de ellas: Entre la Autopista Sur y la Calle 59 Sur (Bosa La Libertad) es la Zona 9 Bosa, operada por ETIB S.A.S., y entre la Calle 59 Sur (Bosa La Libertad) y la Calle 49 Sur (Porvenir/Bosa Brasil) es la Zona 8 Kennedy, operada por Masivo Capital S.A.S.
Bosa también cuenta con la Terminal de Transportes Satélite del Sur, en la Autopista Sur con Avenida Bosa, y a 500 metros del Portal Sur - JFK Cooperativa Financiera de TransMilenio. Presta el servicio de buses intermunicipales con diferentes destinos a los departamentos de Cundinamarca, Tolima, Huila, Quindío, Valle del Cauca, Cauca, Nariño, Caquetá y Putumayo. Esta terminal hace parte de la Terminal de Transportes de Bogotá.

## Economía
- Plaza de Mercado de Bosa[16]
- Centro Comercial Gran Plaza Bosa
- Centro Comercial Metro Recreo
- Trebolis El Porvenir Centro Comercial
- Centro comercial Mi Centro El Porvenir

## Sitios de interés
Algunos de sus principales sitios de interés son el Parque Fundacional, con su Iglesia histórica, la Casa de La Cultura y el Cabildo Indígena Muisca en el barrio San Bernardino.

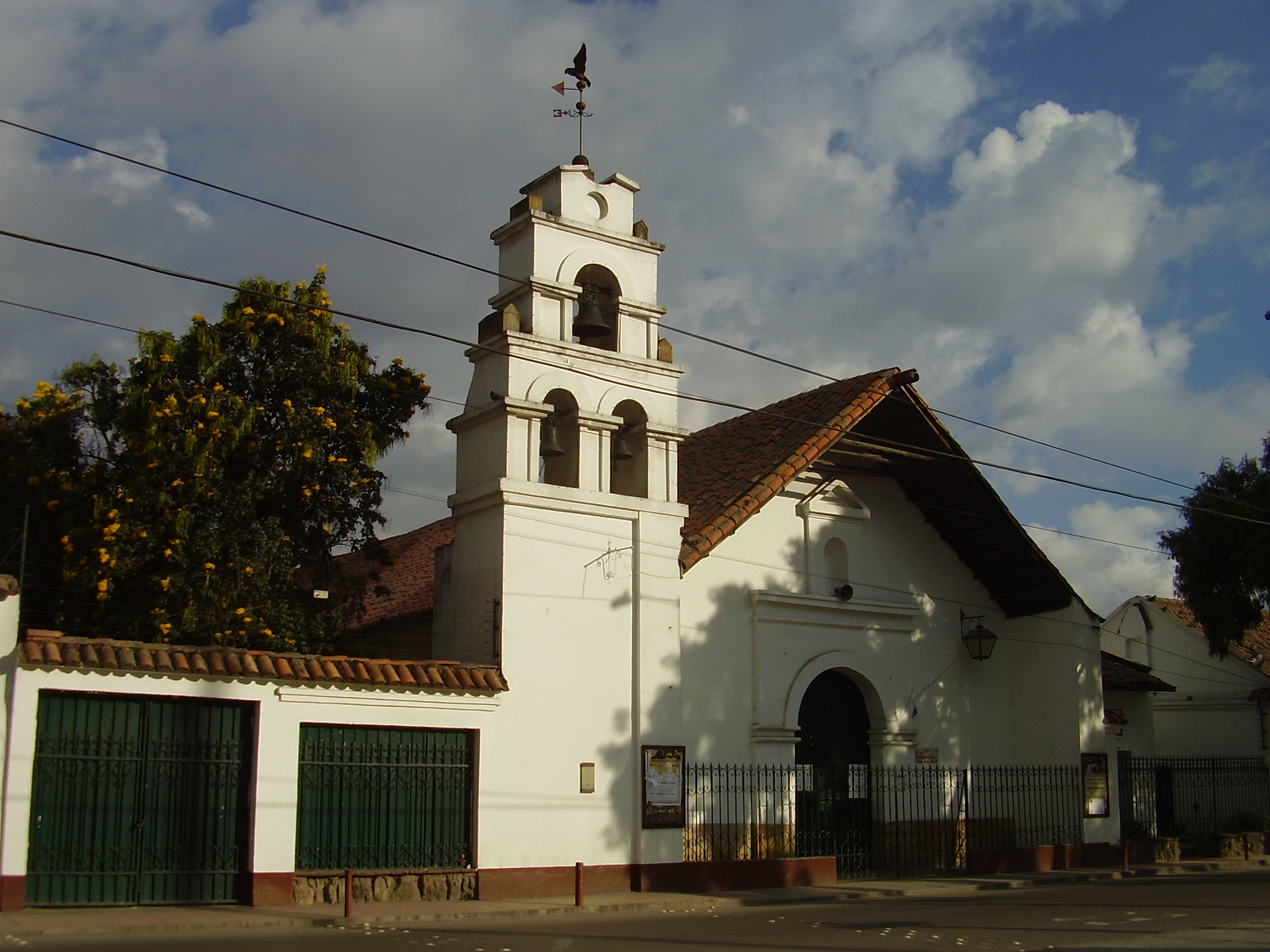
Iglesia de San Bernandino al costado de la Plaza Fundacional de Bosa.

- Plaza Fundacional o Parque Principal de Bosa, a cuyo alrededor todavía existen edificios de arquitectura colonial, quizás los más antiguos de Bogotá, los cuales conservan su diseño original, sin mayor restauración. En la esquina noroccidental de la plaza, existía una vieja casona en donde afirman los nativos se llevó a cabo el histórico encuentro y se alojaron los tres conquistadores españoles, Gonzalo Jiménez de Quesada, Nicolás de Federmán y Sebastián de Belalcázar durante la noche del 5 de agosto de 1538.

- Iglesia de San Bernardino, que comenzó a construirse en el año de 1640. Siglo XVII.[17] y fue declarada recientemente monumento nacional. De los seis poblados indígenas originales que fueron conurbados por Bogotá a mediados del siglo XX (Usme, Bosa, Fontibón, Engativá, Suba y Usaquén), el único que conserva su templo doctrinero original es Bosa[3] En su interior, existen valiosos lienzos hechos por los primeros artistas santafereños.

Bogotá es una ciudad llena de iglesias. Desde pequeñas parroquias hasta grandes templos y catedrales hacen de la capital colombiana un espacio en el que predominan los templos católicos. La mayor parte de ellos, aquellos cuya construcción se remonta a la llegada de los españoles al continente, se ubican en el centro de la ciudad. Sus paredes cuentan siglos de historia; su diseño arquitectónico y los tesoros que guardan en su interior son muestra de los ritos y tradiciones que hace siglos se tomaron la sabana. 
Sin embargo, no todos los templos históricos están en el centro. Una parroquia ubicada a casi 15 kilómetros de la Plaza de Bolívar se disputa el título de ser la iglesia más antigua en toda Bogotá.
Se trata de la parroquia de San Bernandino, el templo que se aprecia en la plaza central de la localidad de Bosa, en el suroccidente de la ciudad. A simple vista, una modesta edificación, nada ostentosa, pero en su interior guarda grandes secretos que datan desde hace 400 años.
Con gruesas paredes de más de cincuenta centímetros de espesor, esta edificación, construida con grandes rocas talladas a mano, permanece inmutable ante el paso del tiempo. Salvo unas manos de puntura, uno parlantes para facilitar el culto a los feligreses y unas lámparas que funcionan con energía eléctrica, todo el lugar parece estático, inmutable desde el siglo XVII. Bajo el techo de grandes vigas de madera maciza de una sola pieza, se aprecian todo tipo de imágenes, obras de arte tan antiguas que bien pudieron pertenecer a los primeros españoles que pisaron estas tierras. Las estatuas, los cuadros y cada ornamento del templo tienen un aire antiguo. Incluso se puede ver una extraña piedra tallada con un mensaje escrito que no ha sido descifrado del todo. 
La iglesia fue construida en los terrenos pertenecientes al cacique Techotibá, quien fue el dueño de todo lo que después se convirtió en el poblado de Bosa. Una primera edificación primitiva fue levantada en 1540, una pequeña capilla que se dedicó a la Virgen de los Dolores. Fue elaborada por los españoles, quienes se dieron a la tarea de evangelización y adoctrinar a los pueblos indígenas de la zona. 
El pueblo muisca poco a poco fue adoptando la nueva religión y dejando de lado sus ancestrales costumbres, ya sea por convencimiento o por la sabida opresión por parte de los colonos. Tal fue la avanzada católica, que de un momento a otro la capilla se hizo insuficiente para acoger a todos los 'indios', como eran llamados por los españoles. Por eso era necesario construir una parroquia más amplia, grande e imponente.
Fue así como en 1618, en el mismo lugar, se colocó la primera piedra para construir la nueva iglesia, dedicada a San Bernandino de Sena, hoy conocida como San Bernardino de Bosa. Fue inaugurada en 1640, es decir, cien años después de la creación de la primera capilla. 
La iglesia de San Bernandino cuenta con tres fechas que son contadas como su punto de inicio: 1540 cuando se construyó la primera capilla, que ya no existe; 1618, exactamente hace 400 años, cuando se inició la construcción de la edificación actual, y 1640, año en el que terminó la obra. 
Dependiendo de la fecha que se tenga en cuenta, se puede decir que la iglesia es o no la más antigua de la ciudad. Esto debido a que compite por el título con otras tres parroquias: la de San Francisco, la Veracruz y de San Diego. El 9 de febrero de 1967, Bosa fue sacudida por un terremoto, destruyendo la fachada de la Iglesia, la cual a los pocos días, con ayuda de la comunidad, fue reconstruida.
Frente a ella, se erige una cruz de piedra tosca que señala el sitio exacto donde se reunieron los tres conquistadores.

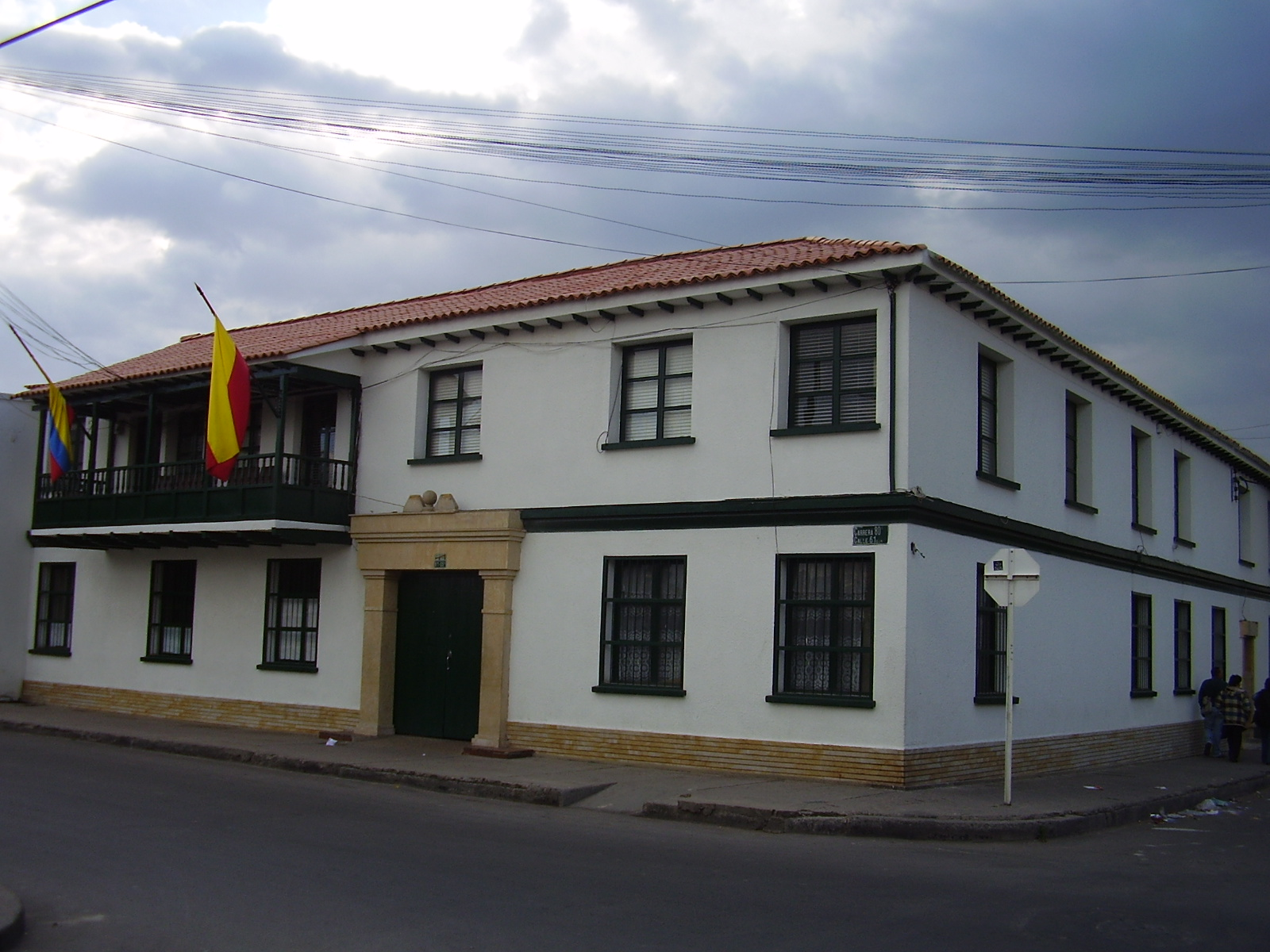
Alcaldía Local de Bosa.

- Estación de Ferrocarriles de Bosa. Sobre la Autopista del Sur en la entrada a Bosa, se levanta uno de los patrimonios arquitectónicos más representativos del auge ferroviario.[3] La estación del ferrocarril, ubicada estratégicamente en la entrada de la localidad, es un lugar reconocido como uno de los pocos referentes que aún le queda a Bosa y a sus pobladores; hizo parte del sistema de Ferrocarril de la Sabana de Bogotá. Declarada como Monumento de Patrimonio Material por el Decreto 746 24-IV-1996, por lo cual pertenece al Conjunto Patrimonial de Orden Nacional de las Estaciones de Pasajeros del Ferrocarril en Colombia S. XIX S. XX[3]

- Alcaldía Local de Bosa Fue construida bajo la administración del presidente de la República Julio César Turbay Ayala, siendo alcalde mayor de Bogotá, Hernando Durán Dussán el 23 de enero de 1982. Esta construcción fue nombrada bien cultural por el Ministerio de Cultura, por tener tantos años de vigencia y pertenecer a la historia de Bosa. La Alcaldía se encuentra en campo abierto, su suelo es de piedra y baldosa, y presenta un pequeño patio en el primer cuerpo de acceso, un segundo patio aún más reducido y otro al final de mayor tamaño. Concentra las actividades en los 2 pisos y se contempla un balcón de madera, frontón en piedra y sus ventanas, y marcos son similares a los de las edificaciones más antiguas o “del tipo colonial”.

- Jardín Infantil Santa Marta.[17] Declarado como patrimonio arquitectónico nacional por la Resolución 1773 25-X-2007, el diseño del Jardín Santa Marta fue encargado al arquitecto Rogelio Salmona como parte del plan distrital de edificaciones de “interés social”[3] Su construcción se llevó a cabo entre los años 2000 y 2001. Esta edificación, compuesta por guardería, comedor infantil, aulas, áreas de juego y recreo, tiene rasgos similares al jardín infantil San Jerónimo de Yuste, ya que fueron construidos al mismo tiempo y ambos derivan su esquema espacial del centro comunal de la agrupación habitacional “Nueva Santa Fe”, en el centro de Bogotá.

- Monasterio de La Visitación de Santa María. Sus orígenes se remontan a principios del siglo XX, cuando la Orden de la Visitación se asentó en este lugar, a las afueras del antiguo municipio de Bosa (anexado a Bogotá en 1954), en una construcción de finales del siglo XIX, en ladrillo proveniente de alguno de los chircales de la ciudad. Este monasterio cuenta con una pastelería y panadería que, según la historia, podría ser la pastelería más antigua de la localidad, con casi 90 años y aún conserva la sencillez con la que fue creada, cuando era el sitio de descanso de las largas caminatas de campesinos que llevaban sus productos a la plaza o iban a tomar el tren hacia Bogotá.[19]

- Cementerio de Bosa. Cementerio del centro fundacional de Bosa, donde hay enterradas más de 300 personas de origen indígena, descendientes de los Muiscas que poblaron la Sabana de Bogotá desde antes de la llegada de los españoles. La tumba más antigua del cementerio de Bosa corresponde a una persona enterrada en 1901, teniendo 120 años allí.[20][3]

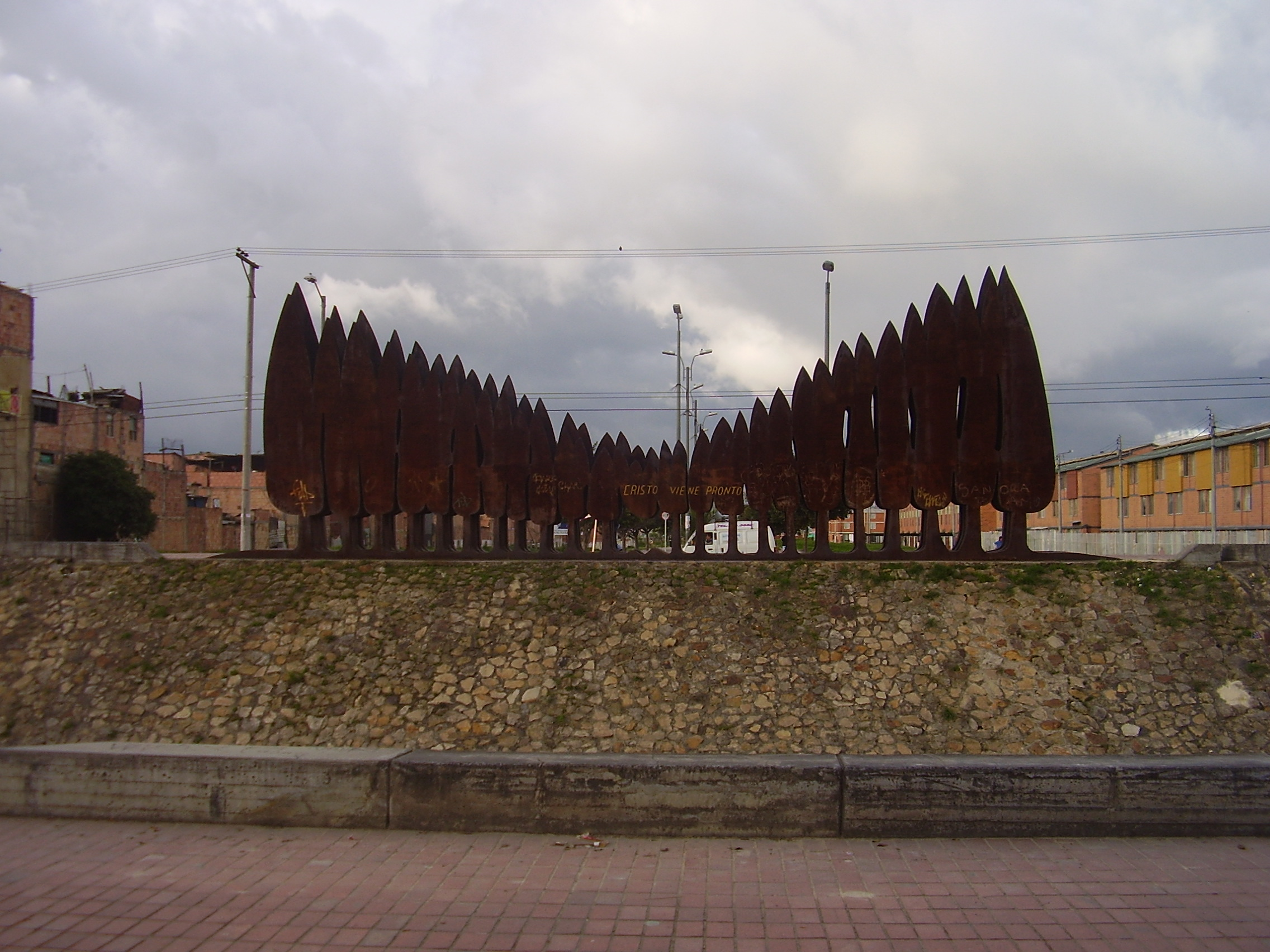
Monumento en la Alameda el Porvenir, cerca de la Ciudadela El Recreo.

- La Alameda . La Escultura Alameda fue instalada[21] entre los barrios Bosa Porvenir y la Ciudadela El Recreo a finales del mes de diciembre del año 2000. Presumiblemente, fue una compra del gobierno distrital al maestro Bernardo Salcedo. La obra no ha sufrido traslados y es una de las tres esculturas del maestro emplazadas en el espacio público de Bogotá. Además, forma parte de ocho esculturas que la administración del Alcalde Enrique Peñalosa entregó a la ciudad para darle sentido de pertenencia a sus habitantes.[22]

- Las Atalayas. Es una pequeña urbanización ubicada en la zona sur de la localidad de Bosa, esta prestigiada urbanización posee dos etapas y terminó su construcción en el año 2003 tras las urbanización de zonas aledañas como El Recreo y Bosa Porvenir. Allí se ubica el supermercado Metro-Easy Atalayas. Además cada etapa posee dos grandes parques que son reconocidos en la localidad.

## Servicios públicos

### Educación
- Universidad Distrital Sede Bosa[23] El 6 de agosto de 2017, la Alcaldía de Bogotá realizó la entrega oficial de la nueva sede de la Universidad Distrital,[24] la Ciudadela Universitaria El Porvenir le aporta a la ciudad mayores posibilidades de ingreso a la educación superior, impactando directamente en las condiciones sociales y educativas de Bogotá; este complejo universitario de 28.374 m², ganador del concurso de la Sociedad Colombiana de Arquitectos, con amplias aulas magistrales, grupales y de sistemas, laboratorios, biblioteca, hemeroteca, entre otros, y con capacidad instalada para recibir a cerca de 6 mil estudiantes, convoca a la integración de los que ven en la educación una de las principales fuerzas en el desarrollo de Bogotá,[25] una de las sedes más grandes de la Universidada Distrital Francisco José de Caldas, en las se encuentran las carrera de comunicación social y periodismo, administración deportiva, administración ambiental, archivística y gestión documental, actualmente es la sede más moderna y amplia de la universidad,[21]

Bosa cuenta con 124 colegios entre públicos y privados.
- Colegio Claretiano,[37] caracterizado por una misión evangelizadora para una educación de calidad humana integral con una pedagogía propia y un plan de formación integral de la persona, para construir una comunidad viva y dinámica que evidencie los valores de solidaridad, fraternidad, equidad, justicia, tolerancia, creatividad y sentido de pertenencia a la comunidad. Actualmente está en un proceso de certificación que valida y enriquece su trayectoria de servicio educativo, avalado desde su inicio por la aprobación oficial del Ministerio de Educación Nacional y la Secretaría de Educación Distrital. El modelo de certificación adoptado por la Institución se denomina EFQM (Modelo Europeo de Calidad Total) ofertado en Colombia por la empresa Santillana.
- Colegio Nuestra Señora de Nazareth, La Congregación Dominicas Hijas de Nuestra Señora de Nazareth funda el Colegio Nuestra Señora de Nazareth en el año 1953 por iniciativa de la Hermana María Magdalena Pulido Alvarado. Educar para las Dominicas de Nazareth, es hacer vida el mensaje evangélico de San Pablo “Hacerse toda para todos, para ganarlos a todos para Cristo” se ubica en el famoso barrio Bosa Centro, se caracteriza por su alto nivel de educación, basado en valores.

- Colegio Francisco de Paula Santander. Es un colegio ubicado al frente de la Alcaldía Local de Bosa. Es reconocido por ser la primera escuela de Bosa, su creación e inauguración datan de 1938 como escuela rural. Actualmente "La Casona" es patrimonio cultural, pero su estructura está a punto del colapso.[3] En otras edificaciones nuevas se dictan clases para todos los grados.[38] Actualmente tiene el aula RTC (Reinvent The Classroom), un aula de la educación 3.0, primera de estas aulas en Colombia y en América Latina.[39][40][41]

### Salud[32]
- Hospital de Bosa II Nivel[9]

- Hospital de Bosa[42]
- ICBF Zonal Bosa[43]

## Cultura
- Biblioteca Pública de Bosa[44][45]
- Biblioteca Pública Violeta Parra[46]
- Casona de La Palestina[47]

### Festivales
Cada año, entre los meses de noviembre y diciembre en la localidad se celebran dos eventos populares como el Festival Artístico Internacional de la Invasión de la Cultura Popular y a mediados de año, el Jizca Chía Zhue.

## Deporte
La localidad de Bosa posee instalaciones deportivas para garantizar el desarrollo de sus prácticas, concentrado sobre todo en algunos parques locales como Bosa La Esperanza, Lineal del Recreo, Bosa Naranjos, Maryland, Pavco Autosur y Tingua Tibaníca. 
Deportistas Destacados
- Jhon Pinilla, jugador de Microfútbol.[50]

## Simbolos
Bajo el ACUERDO LOCAL 001 DE 2008, Bosa implementó sus símbolos, donde son los siguientes

### Bandera
La bandera está compuesta por tres franjas horizontales de igual tamaño en los colores Rojo, blanco y Negro, En el centro se ubica el escudo.

### Escudo
El escudo está compuesto por un círculo central rojo dividido radialmente por ocho franjas negras y rojas que simulan una rueda. En el centro se ubica una figura antropomorfa de color negro, flanqueada por dos mazorcas de maíz verdes y amarillas, una a cada lado.
Encima del círculo se encuentra una cinta amarilla ondeante con la palabra “BOSA” en letras negras, acompañada por un sol y una luna a cada extremo. En la parte inferior, otra cinta amarilla contiene el lema “EL CERCADO QUE PROTEGE Y DEFIENDE A LOS MÍOS”, flanqueada por dos máscaras teatrales, una en cada extremo: una sonriente y otra triste, ambas en blanco y negro.
| CORO: Bosa crece marchando al futuro Con orgullo por su tradición En su tierra palpita el arte, la cultura es su virtud En su tierra palpita la vida de su gente se siente el honor. I Fueron Bachue y Bochica la Luna con el Sol ellos pueblan la tierra hijos del gran dios El supremo del universo, Chiminigagua todo creó. II Techotiba en su manto al pueblo protegió Fue de gran importancia en toda la región. Tierra fértil Bosa se enaltece es orgullo nuestra tradición. | III Con la conquista vino el santo se quedó Bernardino patrono la paz acompañó Una cruz de piedra hoy recuerda que en ella el diablo bailó Una cruz de piedra hoy recuerda que en ella el diablo bailó. IV Fueron tres españoles que en la historia quedaron Bosa Aun los recuerdan, la paz allí firmaron Federman, Belalcazar, Quesada el cielo segó sus espadas Federman, Belalcazar, Quesada el cielo segó sus espadas. V Por el gran sendero de la educación con arte, deporte y esfuerzo se logró ¡Qué Bosa alce las banderas la invasión en cultura es su don! |